# Kubark-Manual
Das Kubark-Manual ist das erste von zwei ehemals geheimen U.S.-Army- und CIA-Verhörhandbüchern mit modernen Foltermethoden. Das Wort Kubark ist ein CIA-Kryptonym für das CIA-Hauptquartier.

## Geschichte
Das Handbuch wurde 1953 von der CIA nach umfangreichen eigenen Experimenten an amerikanischen Gefangenen in Mannheim, an deutschen und sowjetischen Gefangenen in Frankfurt sowie nach gemeinsamen Untersuchungen von amerikanischen Ärzten (Henry K. Beecher) und deutschen ehemaligen Ärzten des Konzentrationslagers Dachau (Walter Paul Schreiber) zusammengestellt.
Verbreiteten Gebrauch fand das Handbuch außer bei CIA und CIC ebenfalls bei befreundeten Diktaturen in Südamerika, z. B. in Chile.
Seine grundsätzlichen Aussagen wurden in Vietnam verfeinert und bei Folterungen in Abu Ghuraib und Guantanamo angewendet.

## Inhalte
Wesentliche Methoden betreffen psychische Folter zur Zerstörung der Persönlichkeit wie Erniedrigung, Drogen (Mescalin) und Elektroschocks sowie Stehfolter oder Unterkühlung nach Abspritzen mit Wasser.